# Rajská zahrada (metropolitana di Praga)
Rajská zahrada è una stazione della linea B della metropolitana di Praga.

## Storia
La stazione è stata attivata l'8 novembre 1998, come parte del prolungamento della linea B tra Českomoravská e Černý Most.

## Strutture e impianti
La stazione è in superficie ed è dotata di due binari. Ha un design dei binari insolito, in cui i treni in ciascuna direzione si trovano su un livello diverso, con il binario diretto a ovest che si trova direttamente sopra il binario di direzione est. Grazie al suo design architettonico unico, Rajská zahrada è stata nominata costruzione ceca dell'anno per il 1999.

## Servizi
La stazione è dotata di ascensori per le persone a mobilità ridotta.
- Biglietteria
- Servizi igienici

## Interscambi
- Fermata autobus (linee 181, 186 e 201)[3]
- Stazione ferroviaria (Praga Rajská zahrada, sulle linee S2, S3, S9, S22, S34, R21 e R43 del servizio ferroviario suburbano di Praga)[3]